# Série E1 da CP
A Série E1 correspondeu a uma só locomotiva a vapor de via métrica, que foi utilizada pela divisão do Minho e Douro dos Caminhos de Ferro do Estado e pela Companhia dos Caminhos de Ferro Portugueses.